# Сельское поселение «Деревня Авдеевка»
Сельское поселение «Деревня Авдеевка» — муниципальное образование в составе Хвастовичского района Калужской области России.
Центр — деревня Авдеевка.

## Население
| 2010 | 2012 | 2013 | 2014 | 2015 | 2016 | 2017 |
| ---- | ---- | ---- | ---- | ---- | ---- | ---- |
| 201  | ↘179 | ↗187 | ↗210 | ↗216 | ↗223 | ↗224 |
| 2018 | 2019 | 2020 | 2021 |      |      |      |
| ↗233 | ↗251 | ↗277 | ↘91  |      |      |      |

## Состав
В поселение входят 14 населённых пунктов:
- деревня Авдеевка
- посёлок Бобровский
- село Гуда
- посёлок Корягинский
- село Кременец
- село Кудрявец
- село Курган
- село Лужки
- деревня Нелбочь
- посёлок Нигреевский
- село Пначево
- посёлок Ростовский
- посёлок Сергеевский
- село Теребень